# Hans Lutwin

Wappen der Ludwin

Hans Lutwin war Bürgermeister in Heilbronn ab 1360.

## Leben
Er gehörte dem alten, in Heilbronn erstmals 1307 erwähnten Patriziergeschlecht Lutwin an. Um 1350 standen die Lutwin in verwandtschaftlichen Beziehungen mit anderen bedeutenden Heilbronner Patriziergeschlechtern wie den Gerhart, Kelner, Feurer, Laemmlin, von Münchingen, von Waiblingen und Wigmar. Ihr Wappen zeigt einen Schild, der gespalten ist und vorne einen Balken und hinten Wolkenfeh (eine heraldische Musterform) darstellt.
Hans Lutwin war städtischer Richter, Schiedsrichter und Bürgermeister von Heilbronn. Er wird in zahlreichen Urkunden genannt. Er empfing viele hohe Gäste in seinem Haus und trug auch das württembergische Lehen. 1358 überbrachte er dem Heilbronner Patriziat 250 Gulden Schuldzahlungen der Herren von Weinsberg. 1376 verkauften er und seine Söhne ihren Teil von Großgartach an Graf Eberhard II.